# Carme Garcia Padrosa
Carme Garcia Padrosa (Barcelona, 1915-25 de mayo de 2015) fue una fotógrafa catalana en activo del 1935 al 1987, afincada en Barcelona.

## Biografía
Comenzó a fotografiar desde el terrado de su casa en el número 48 de la Calle Avinyó, convirtiéndolo en mirador y estudio. Fotografió los terrados de la Barcelona de la época, retratando la bulliciosa y activa vida de esas zonas de la casa; a su familia y a sus vecinas, a quienes retrata utilizando contrapicados y miradas directas a cámara para mostrar mujeres fuertes y empoderadas. 
Posteriormente, salió a retratar las calles de Barcelona y de muchas otras ciudades, para retornar al terrado en los últimos años.
Carme Garcia asistió en 1956 a un curso de fotografía para mujeres de la Agrupación Fotográfica de Cataluña (AFC), donde junto a otras fotógrafas como Milagros Caturla, C. Beneseit, Josefina Escoda, M. Bartrina, M. A. Benavent, Lolita Franco, Montserrat Vidal Barraquer crearon el Grupo Femenino dentro de la AFC.
El Arxiu Fotogràfic de Barcelona presentó el 14 de junio hasta el 27 de octubre de 2018 la exposición “Carme Garcia Des del terrat”, resultado de la donación de la artista en 2011 al Arxiu Fotográfic de 9.093 fotografías y de 18 copias originales que conserva la Agrupació Fotogràfica de Catalunya, a la que ella perteneció y con la que ganó varios premios.